# Verbena delticola
Verbena delticola — вид рослин родини Вербенові (Verbenaceae), поширений на півдні Техасу й усій території Мексики.

## Опис
Листки середини стебла в основному 3–6 см завдовжки, зазвичай з чітко вираженими черешками. Має рожевувато-пурпурові квіти; поля листків зубчасті або неглибоко надрізані. 

## Поширення
Поширений на півдні Техасу й усій території Мексики.